# Impasse Deligny
L'impasse Deligny est une voie du 17e arrondissement de Paris, en France.

## Situation et accès
L'impasse Deligny est située dans le 17e arrondissement de Paris ; elle débute au 8, passage Pouchet et se termine en impasse.

## Origine du nom

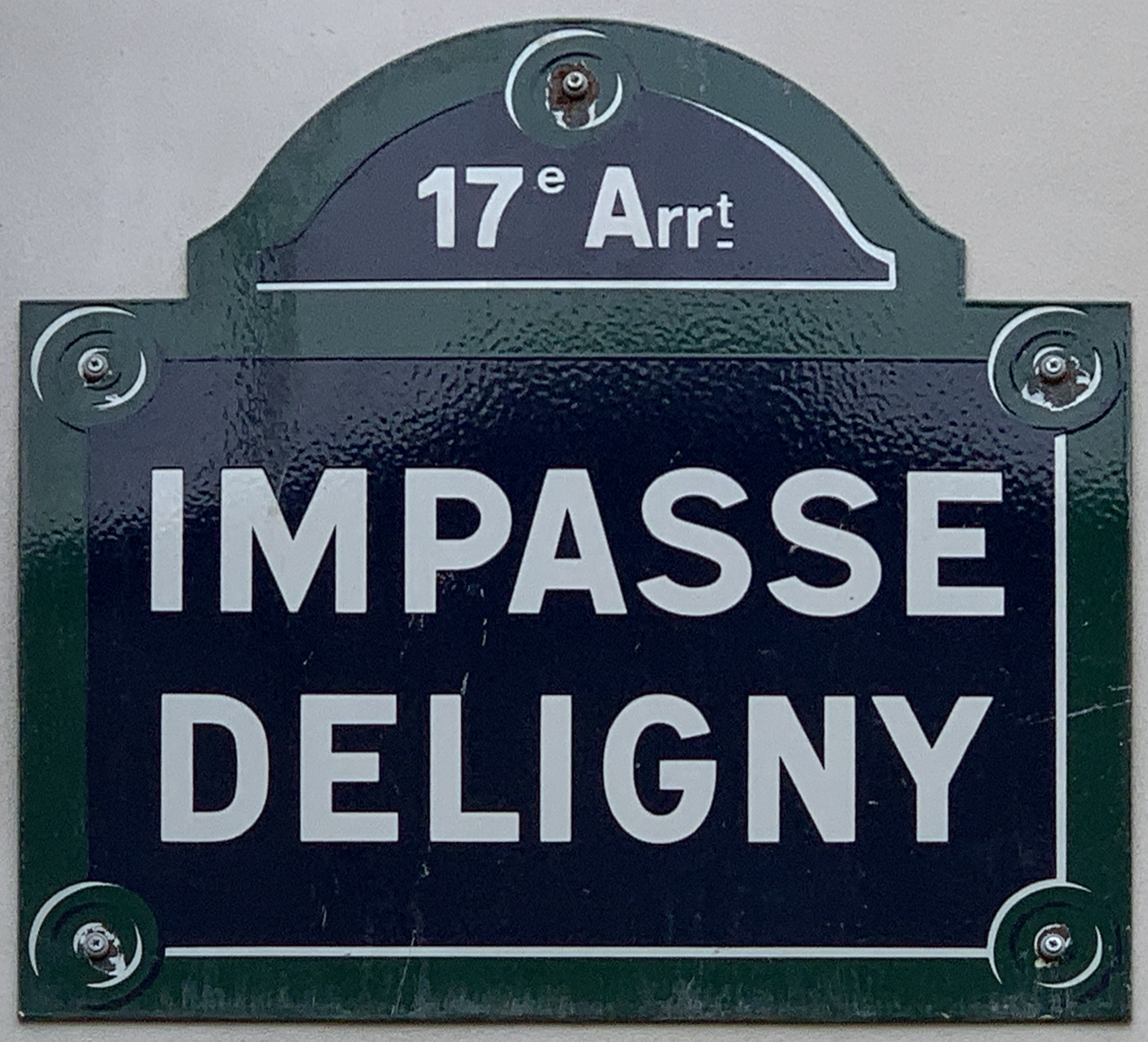
Plaque de l'impasse.

Cette voie est nommée d'après le nom du propriétaire des terrains, Denis Marie Deligny (1792-1857), enterré au Cimétière des Batignolles, sur lesquels elle fut ouverte.

## Historique
Cette impasse est classée dans la voirie parisienne par arrêté municipal du 10 décembre 1992.